# ノアズブックス
 ノアズブックス（英語表記：Noah's Books, Inc.）は、電子書籍を主とする日本の出版社である。

## 概要
主な業務は電子書籍を扱ったコンテンツの出版であるが、紙の書籍の場合は、編集と制作以外の販売業務を提携先である飯塚書店が担っている。